# HD 129357
HD 129357  — звезда в созвездии Волопаса. Находится на расстоянии  154 световых лет (47  пк) от Солнца.
Имея видимую звёздную величину 7.82m, звезда не видима невооруженным глазом. Относится к спектральному классу G. Как показало исследование, HD 129357 является аналогом нашего Солнца. Однако всё-таки полным солнечным близнецом, её считать нельзя, так как она имеет гораздо более низкое содержание лития, чем у нашего Солнца, а также возраст на более чем 3 млрд лет старше. Американский астроном Олин Эгген, предположил что эта звезда является членом движущейся группы звезд Wolf 630, которые имеют общее движение в пространстве. Средняя пространственная скорость HD 129357 имеет компоненты (U, V, W) = (21,3, -36,3, -32,0) , что означает U = 21,3 км/с (движется по направлению к галактическому центру), V = −36,3 км/с (движется против галактического вращения) и W = −32,0 км/с (движется в направлении галактического южного полюса).

## Сравнение с Солнцем

Спектральная классификация звезд Морган-Кинана. Наиболее распространенный тип звезд во Вселенной — М-карлики, 76%. Наше Солнце относится к G-классу (G2V) и имеет возраст 4,6 миллиарда лет. Оно более массивно, чем 95% всех звезд во Вселенной. Только 7,6% звезд являются карликами G-класса

В таблице ниже приведены параметры, по которым проводится сравнение Солнца и  HD 129357.
| Название  | Координаты J2000   | Координаты J2000 | Расстояние (св.лет) | Спектральный класс | Температура (K) | Металличность (%) | Возраст (млрд. лет) | Примечания |
| Название  | Прямое восхождение | Склонение        | Расстояние (св.лет) | Спектральный класс | Температура (K) | Металличность (%) | Возраст (млрд. лет) | Примечания |
| --------- | ------------------ | ---------------- | ------------------- | ------------------ | --------------- | ----------------- | ------------------- | ---------- |
| Солнце    | —                  | —                | 0.00                | G2V                | 5 778           | 100               | 4.6                 | [ 7 ]      |
| HD 129357 | 14ч 41м 22.4с      | +29° 03′ 32″     | 154                 | G2V                | 5 749           | 109,6             | 8.1                 | [ 8 ]      |

До настоящего времени не найдено солнечного двойника с точным соответствием всех параметров, однако, есть некоторые звезды, которые очень близки по своим параметрам к солнечным. Точным солнечным близнецом была бы звезда спектрального класса G2V с температурой 5,778 K, возрастом 4,6 млрд. лет и вариациями светимости не превышающими 0,1%  солнечной.